# Хорнвари
Хорнва́ри (рос. Хорнвары, чув. Хурăнвар) — присілок у складі Цівільського району Чувашії, Росія. Входить до складу Малоянгорчинського сільського поселення.
Населення — 108 осіб (2010; 99 у 2002).
Національний склад:
- чуваші — 100 %